# Governor's Cup Lagos 2012
Il Governor's Cup Lagos 2012 (Nigeria F1 Futures 2012) è stato un torneo di tennis facente della categoria ITF Women's Circuit nell'ambito dell'ITF Women's Circuit 2012 e dell'ITF Men's Circuit nell'ambito dell'ITF Men's Circuit 2012. Sia il torneo maschile che quello femminile si sono giocati a Lagos in Nigeria dal 15 al 21 ottobre 2012 su campi in cemento.

## Vincitori

### Singolare maschile
Enrique Lopez-Perez ha battuto in finale  Sherif Sabry con il punteggio di 7–5, 1–6, 6–4

### Doppio maschile
Kamil Čapkovič /  Ruan Roelofse hanno battuto in finale  Alessandro Bega /  Enrique Lopez-Perez con il punteggio di 6–4, 6–2

### Singolare femminile
Cristina Dinu ha battuto in finale  Chanel Simmonds con il punteggio di 7–5, 4–6, 6–4

### Doppio femminile
Conny Perrin /  Chanel Simmonds hanno battuto in finale  Nina Bratčikova /  Margarita Lazareva con il punteggio di 6–1, 6–1